# منطقه شهری سسکتون
منطقه شهری سسکتون (به انگلیسی: Saskatoon metropolitan area) یک منطقهٔ مسکونی در کانادا است که در ساسکاچوان واقع شده‌است. منطقه شهری سسکتون ۵٬۸۹۰٫۷۱ کیلومتر مربع مساحت و ۲۹۵٬۰۹۵ نفر جمعیت دارد.